# Synagoga w Sarandzie
Synagoga w Sarandzie – synagoga w Sarandzie w Albanii, położonej naprzeciw greckiej wyspy Korfu.

## Historia
Pozostałości synagogi zostały odkryte podczas wykopalisk w latach 80. XX wieku, ale wówczas ateistyczna polityka komunistów albańskich uniemożliwiła ich dokładne zbadanie. Początkowo nie zdawano sobie sprawy, że chodzi o synagogę, gdyż budynek zmieniał swoje przeznaczenie. W końcowej fazie istnienia służył jako kościół. Gdy naukowcy odkryli resztki synagogi, Instytut Archeologii Albańskiej Akademii Nauk nawiązał współpracę z Uniwersytetem Hebrajskim i wspólnie w 2003 roku przeprowadzono badania. W trakcie badań pozostałości synagogi odkryto mozaiki z V i VI wieku. Pierwsza z nich przedstawiają menorę, drzewo cytrynowe i szofar, druga drzewa, zwierzęta i fasadę czegoś, co zapewne jest miejscem przechowywania Tory.